# Fundació Mallorca Literària
La Fundació Mallorca Literària és una entitat sense ànim de lucre amb seu a Mallorca dedicada a la preservació i promoció del patrimoni literari de l’illa. Funciona sota el Departament de Cultura del Consell Insular de Mallorca i gestiona diversos espais literaris i llegats literaris associats a escriptors mallorquins destacats. Està governada per un patronat que inclou representants del Consell Insular de Mallorca, la Universitat de les Illes Balears i els ajuntaments de Binissalem, Sant Joan i Santanyí.
Creada l'any 1999, la Fundació va iniciar la seva activitat amb la gestió de la "Casa Museu Llorenç Villalonga" a Binissalem. El 2006, va ampliar les seves competències per incloure la "Casa Museu Pare Ginard" a Sant Joan i la "Casa Blai Bonet" a Santanyí.
Durant l’any 2022, la Fundació va ampliar el seu arxiu amb materials documentals i bibliogràfics dels escriptors Josep Maria Llompart, Cèlia Viñas, Damià Huguet i Tonina Canyelles. Aquests fons, donats per les famílies dels autors, o en el cas de Canyelles per la pròpia poeta, són gestionats, preservats i difosos per la Fundació.
A l'any següent la Fundació adquirí la biblioteca personal de l'escriptora Maria Antònia Oliver, que inclou més de 4.500 llibres i objectes personals. La col·lecció d'Oliver s'instal·là a la Casa Museu Llorenç Villalonga, on es creà una sala de lectura amb accés a edicions originals de les seves novel·les i altres obres. També es signà un acord amb la Biblioteca Nacional de Catalunya per digitalitzar el llegat documental de l'autora. A més, s'inclogué el llegat del folklorista i escriptor Andreu Ferrer Ginard, fundador de la revista Tresor dels Avis, amb més de 5.000 referències, que ofereix un recurs valuós per a la investigació de la cultura popular mallorquina.